# Organisation lycéenne
 (février 2020).
 (mars 2019).
Si vous disposez d'ouvrages ou d'articles de référence ou si vous connaissez des sites web de qualité traitant du thème abordé ici, merci de compléter l'article en donnant les références utiles à sa vérifiabilité et en les liant à la section « Notes et références ».
Une organisation lycéenne est un regroupement de lycéens qui a pour but de représenter les lycéens et leurs intérêts, éventuellement de les défendre.

## Organisations lycéennes en France

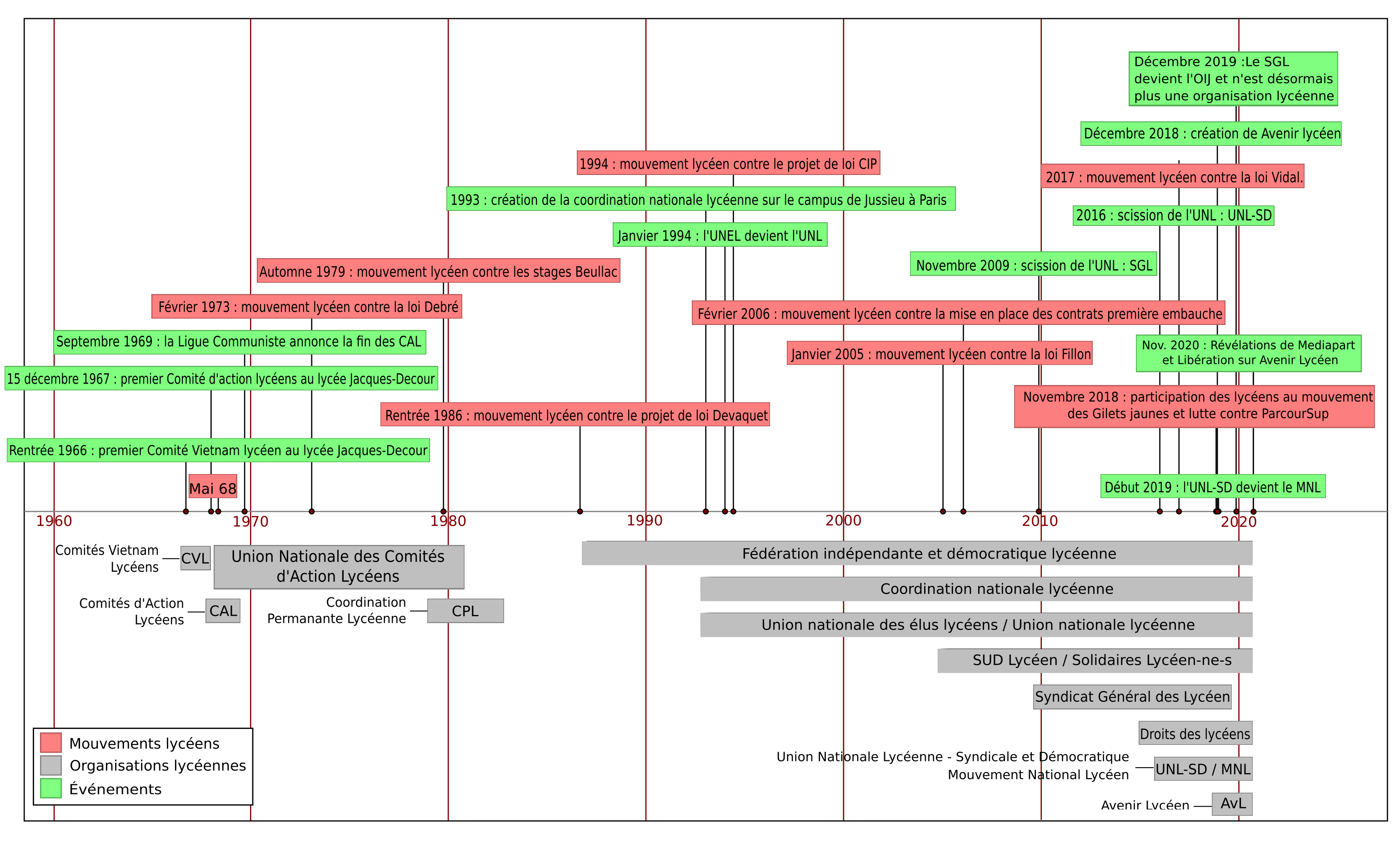
Frise chronologique des organisations et des mouvements lycéens de 1966 à 2021.

### Organisations lycéennes actuelles
(mars 2025).
Plus haute instance de l'éducation nationale où siègent des lycéens, le Conseil supérieur de l'éducation est souvent pris comme repère pour déterminer la représentativité électorale des organisations lycéennes malgré un taux d'abstention très élevé (65,93% en 2025).
Parmi les organisations lycéennes en activité on peut citer : 
- Union syndicale lycéenne
- Cocarde Lycée (non représentatif)
- Les Lycéens!
- Renouveau Lycéen
- Les Jeunes en marche Lycéen
- Les Lycéens Républicains
- Fédération indépendante et démocratique lycéenne.
- Mouvement national lycéen. (Plus en activité au niveau du CSE)
- Le Poing Levé Lycée (non représentatif)
- L'Alternative lycéenne

Une partie des organisations lycéennes se qualifient de « syndicat lycéen », par analogie avec les syndicats professionnels avec lesquels ils estiment partager un corpus de valeurs et de méthodes, mais sur le plan strictement juridique, il n’existe par définition pas de syndicat étudiant ou lycéen. Ces organisations sont, en France, des associations loi de 1901 (ou 1908) et ne bénéficient pas des spécificités accordées par la loi aux organisations syndicales (droit de grève, désignation de délégués syndicaux, signature d'accords).

### Anciennes organisations lycéennes
- Association des élus et de la vie lycéenne (AEVL). Disparue en 2013 après une scission nationale en 2012 ayant conduit à la création de l'UDEL et la prise d'indépendance de Radio VL présidé par Emmanuel Semo (devenue par la suite "VL", un véritable média)

- Avenir Lycéen[2] (dissoute)

- SUD lycéen

- Syndicat général des lycéens .
- Union Démocratique des Élus et des Lycéens (UDEL), scission de l'AEVL fondée en 2012 par Sébastien Ausserre, futur candidat aux élections régionales de 2015 en PACA sur la liste de Marion Marechal. En 2013 à la suite des élections des représentants lycéens au CSE, l'UDEL fut la deuxième organisation lycéenne de France avec 106 voix derrière l'UNL, mais sans obtenir d'élu. L'UDEL n'arriva pas présenter de candidat à l'élection de 2015, n'ayant plus qu'un seul élu CAVL dans l'académie de Nice. Elle disparue totalement en 2017.
- UMP Lycées
- UNI-Lycée, branche lycéenne de l'UNI (en sommeil)[3],[4].